# グルノーブル原子力研究センター
座標: 北緯45度12分04秒 東経5度42分06秒 / 北緯45.201045度 東経5.70154度
グルノーブル原子力センター（グルノーブルげんしりょくセンター、フランス語：Centre d'études nucléaires de Grenoble、略称：CENG）は、フランス共和国イゼール県グルノーブルに所在する原子力研究施設。ノーベル物理学賞受賞者でもあるルイ・ネールの主導で1956年に設立された。原子力庁傘下のセンターのひとつであり、グルノーブル市の北部一帯に設けられている科学研究団地（fr:Polygone scientifique）の一角にある。2006年に現在の名称に改名されている。研究用の原子炉メリュジーヌ（Melusine）、シロエ（Siloé）およびシロエット（Siloette）が解体されて以降、施設では核研究は行われなくなった。現在のセンターはその多くの能力をエネルギー、健康、情報通信の分野で新技術開発に投入している。
特に1983年以降、敷地は電子情報技術研究所（LETI）に局限されている。